# قدرت فوق بشری
قدرت فوق بشری توانایی است که معمولاً در داستان‌ها و دیگر آثار ادبی مانند افسانه‌ها مورد استناد قرار می‌گیرد. این قدرت اعمال نیرو و بلند کردن وزنه‌ها، فراتر از آنچه از نظر جسمی برای یک انسان عادی امکان‌پذیر است، می‌باشد. این یک نمایش خیالی از پدیده قدرت هیستریک است. شرایط جایگزین قدرت فوق بشری شامل قدرت افزایش یافته، قدرت فوق‌العاده و افزایش قدرت است. قدرت فوق بشری یک توانایی آمورف است که قدرت آن بسته به نویسنده یا زمینه داستانی که در آن به تصویر کشیده شده‌است، متفاوت می‌باشد.
شخصیت‌ها و خدایان با قدرت فوق بشری در چندین گزارش و آیین اسطوره ای باستان و ادیان یافت شده‌اند.
انسان‌ها به‌طور مداوم در تلاشند تا از طریق فناوری و آزمایش‌های علمی به قدرت فوق بشری دست یابند. ورزشکاران برای بهبود عملکرد به روش‌های مختلفی مانند دوپینگ خون یا مصرف استروئیدهای آنابولیک روی آورده‌اند.

## تاریخچه
قدرت فوق بشری توانایی مشترک بسیاری از خدایان و نیمه خدایان در اساطیر باستان است، مانند هرکولس/هراکلس (رومی/ یونانی)، بیوولف (نورس)، سامسون (کتاب انجیل)، بهیما (هندو)، آشیل (یونانی)، رستم (ایرانی). تلاش برای اصلاح بدن انسان برای به دست آوردن قدرت فوق‌العاده در طول تاریخ معمول بوده‌است، همان‌طور که در شخصیت‌هایی مانند ترمیناتور، روبوکاپ، مرد آهنی و کایبورگ دیده می‌شود.
انسان‌ها سعی کرده‌اند با استفاده از مواد و خوراکی‌های مختلف، قدرت خود را افزایش دهند. بر همین اساس، «در روم باستان، گلادیاتورها قبل از مسابقات ارابه، به منظور افزایش قدرت دمنوش‌های گیاهی می‌نوشیدند.» در حال حاضر، داروهایی از جمله محرک‌ها، استروئیدهای آنابولیک، دیورتیک‌ها و بتا بلاکرها برای تقویت قدرت و سایر خصوصیات مورد استفاده قرار می‌گیرند.

## اِعمال
در دنیای واقعی، قدرت خارق‌العاده می‌تواند از طریق علم قابل دستیابی باشد. فرد می‌تواند در هنگام استفاده از موارد تقویت کننده مانند دوپینگ، مواد خوراکی و تمرین از نظر جسمی قدرتمندتر از یک شخص عادی باشد.
موارد ثبت شده مواردی را توصیف می‌کند که افراد در شرایط خاص بدون هیچ گونه اقدامات خاصی از حد «عادی» فراتر می‌روند، مانند مورد تام بویل که برای نجات فردی که در زیر یک اتومبیل گیر کرده بود توانست جلوی اتومبیل را بلند کند. ولادیمیر زاتسایورسکی، استاد کینزیولوژی ایالت پن اظهار داشت که هنگامی که یک فرد عضلات خود را از طریق «اعمال اراده» آگاهانه درگیر می‌کند، قدرت فوق‌العاده ای به وجود می‌آید. زاتسایورسکی ادعا می‌کند که ورزشکاران آموزش دیده می‌توانند در شرایط خاص رقابت قدرت خود را بهبود بخشند. ترس همچنین می‌تواند باعث شود فرد قدرت انسانی بیشتری را از خود نشان دهد. (قدرت هیستریک را ببینید)
این اصطلاح در تبلیغات تجاری برای بلند کردن وزن و «فرمول پروتئین» وجود دارد و اثباتی برای کارآمد بودن آنها وجود ندارد.
وزنه برداران و سایر ورزشکاران مرتباً شاهکارهایی را انجام می‌دهند که به نظر دیگران فوق انسانی است. به عنوان مثال، در سال ۲۰۱۶ بلین سامنر سنگین‌ترین حرکت بنچ پرس (حرکت پرس سینه روی نیمکت بدون شیب) با ۴۰۱٫۵ کیلوگرم (۸۸۵ پوند ۲ اونس) را بدست آورد. در همان مسابقه او ۵۰۰ کیلوگرم را اسکات کرد. در سال ۲۰۱۶، ادی هال انگلستان رکورد سنگین‌ترین حرکت ددلیفت (نوعی حرکت ورزشی) با ۵۰۰ کیلوگرم (۱۱۰۲ پوند ۵ اونس) را به دست آورد.

## در داستان
بسیاری از آثار داستانی دارای قدرت فوق بشری است که ریشه در متون دینی یا شکل علمی دارد. به تصویر کشیدن قدرت فوق بشری از سال ۹۰۰ قبل از میلاد به افسانه‌های اساطیر یونان مانند هرکولس بازمی‌گردد. افسانه‌های اولیه شخصیت‌هایی را به تصویر می‌کشند که قدرت فوق بشری خود را از خدایان به دست می‌آورند و ویژگی‌های انسانهای قهرمان و خدایان را به نمایش می‌گذارند.